# Općina Osilnica
Općina Osilnica (slo.: Občina Osilnica) je općina u južnoj Sloveniji u pokrajini Dolenjskoj i statističkoj regiji Jugoistočna Slovenija. Središte općine je naselje Osilnica sa 63 stanovnika. 

## Zemljopis
Općina Osilnica nalazi se u južnom dijelu Slovenije i pogranična je prema Hrvatskoj. Općina obuhvaća gornji dio doline rijeke Kupe i jugozapadne padine planine Goteniške gore.
U općini vlada oštrija, planinska varijanta umjereno kontinentalne klime. Najveći vodotok je pogranična rijeka Kupa. Svi ostali vodotoci su mali i pritoci su rijeke Kupe.

## Naselja u općini
Belica, Bezgarji, Bezgovica, Bosljiva Loka, Grintovec pri Osilnici, Križmani, Ložec, Malinišče, Mirtoviči, Osilnica, Padovo pri Osilnici, Papeži, Podvrh, Ribjek, Sela, Spodnji Čačič, Strojiči, Zgornji Čačič, Žurge

## Vanjske poveznice
- Službena stranica općine